# I arbejdets midte
Wiig Hansen - i arbejdets midte er en dansk portrætfilm fra 1996 med instruktion og manuskript af Torben Glarbo.

## Handling
Dette portræt af Svend Wiig Hansen følger den store danske kunstner tæt på, "i arbejdets midte". Der, hvor tankerne tænkes og materialerne formes. På stuegulvet, i atelieret og i en stor fabrikshal i tæt samarbejde med mange håndværkere. Svend Wiig Hansens værker spænder vidt og rummer både maleri, grafik og skulptur. Filmen følger blandt andet hans arbejde med tre store skulpturer, Mennesket ved Havet til Esbjerg, Liggende Kvinde, der skal placeres ved Thorvaldsens Museum, samt Livets træ til pladsen foran Kulturministeriet i København.